# Klaushof (Langenzenn)
Klaushof (fränkisch: Glaus-huhf) ist ein Gemeindeteil der Stadt Langenzenn im Landkreis Fürth (Mittelfranken, Bayern). Klaushof liegt in der Gemarkung Keidenzell.

## Geographie
Der Weiler liegt an einem namenlosen linken Zufluss des Farrnbachs, der im Ort zwei Weiher speist. Unmittelbar ist der Ort von Acker- und Grünland mit vereinzeltem Baumbestand umgeben. Im Südwesten wird die Flur Straßäcker genannt. 0,25 km weiter östlich liegt das Gemeindeholz, 0,5 km nordöstlich die Brühl und das Kammerholz, 0,75 km nördlich die Priel und 0,5 km nordwestlich der Große Wald. Eine Gemeindeverbindungsstraße führt nach Langenzenn zur Kreisstraße FÜ 17 (2,8 km nördlich) bzw. nach Stinzendorf zur Kreisstraße FÜ 16 (0,4 km südlich).

## Geschichte
Der Ort wurde 1422 als „Claushoff“ erstmals urkundlich erwähnt, als Markgraf Friedrich I. diesen an einem Nürnberger Bürger verkaufte. Bestimmungswort des Ortsnamens ist der Personenname Klaus.
Gegen Ende des 18. Jahrhunderts bestand Klaushof aus einem Anwesen. Das Hochgericht übte das brandenburg-ansbachische Stadtvogteiamt Langenzenn aus. Der Ganzhof hatte das brandenburg-ansbachische Kastenamt Cadolzburg als Grundherrn.
Von 1797 bis 1808 unterstand der Ort dem Justiz- und Kammeramt Cadolzburg. Im Rahmen des Gemeindeedikts wurde Klaushof dem 1808 gebildeten Steuerdistrikt Keidenzell und der im selben Jahr gebildeten Ruralgemeinde Keidenzell zugeordnet.
Am 1. Mai 1978 wurde Klaushof im Zuge der Gebietsreform in Bayern nach Langenzenn eingegliedert.

## Einwohnerentwicklung
| Jahr      | 001818 | 001840 | 001861 | 001871 | 001885 | 001900 | 001925 | 001950 | 001961 | 001970 | 001987 |
| Einwohner | 17     | 15     | 20     | 33     | 28     | 18     | 22     | 39     | 27     | 22     | 25     |
| Häuser    | 3      | 2      |        |        | 6      | 4      | 5      | 5      | 5      |        | 7      |
| Quelle    | [ 11 ] | [ 12 ] | [ 13 ] | [ 14 ] | [ 15 ] | [ 16 ] | [ 17 ] | [ 18 ] | [ 19 ] | [ 20 ] | [ 1 ]  |

## Religion
Der Ort ist seit der Reformation evangelisch-lutherisch geprägt und bis heute in die Trinitatiskirche (Langenzenn) gepfarrt. Die Einwohner römisch-katholischer Konfession waren ursprünglich nach St. Michael (Wilhermsdorf) gepfarrt, heute ist die Pfarrei St. Marien (Langenzenn) zuständig.